# Västland
Västland är en småort i Tierps kommun och kyrkby i Västlands socken.

## Västlands bruk
Västlands bruk anlades 1612 som ett kronobruk. År 1633 arrenderade kronan ut bruket till enskilda bruksägare som till exempel Welam Vervier. Han köpte senare hela bruket och utvecklade det till ett av Upplands största järnbruk. Från mitten av 1600-talet till dags dato har Västlands bruk och Strömsbergs bruk haft gemensam ägare.
Vid de så kallade rysshärjningarna år 1719 brändes Västlands bruk ner (till skillnad från Strömsberg som klarade sig). Bruket byggdes dock upp på nytt och stångjärnssmide bedrevs under olika perioder.
Till 1870 dominerades verksamheten av masugnsdrift. År 1902 lades all industriell verksamhet ned. De flesta bruksbyggnader och arbetarbostäder revs.
Det finns kvar några byggnader av slaggsten. Av dessa märks bland annat ett bostadshus, en kvarn samt ett magasin. Även en liten timrad herrgård finns kvar, liksom en bruksgata med stugor. I områdets södra del ligger en större äldre herrgård i tre våningar. Den är delvis från 1600-talet.

## Upplandsleden
Västland är ett etappmål på Upplandsleden. Leden går härifrån österut mot Lövstabruk och västerut mot Marma.